# Ishido Kazuto
Kazuto Ishido (石堂和人 Ishido Kazuto, sinh ngày 1 tháng 4 năm 1982) là một cầu thủ bóng đá người Nhật Bản thi đấu cho Fukushima United ở vị trí tiền vệ.

## Thống kê câu lạc bộ
Cập nhật đến ngày 23 tháng 2 năm 2018.
| Thành tích câu lạc bộ | Thành tích câu lạc bộ | Thành tích câu lạc bộ      | Giải vô địch | Giải vô địch | Cúp                   | Cúp                   | Tổng cộng | Tổng cộng |
| Mùa giải              | Câu lạc bộ            | Giải vô địch               | Số trận      | Bàn thắng    | Số trận               | Bàn thắng             | Số trận   | Bàn thắng |
| Nhật Bản              | Nhật Bản              | Nhật Bản                   | Giải vô địch | Giải vô địch | Cúp Hoàng đế Nhật Bản | Cúp Hoàng đế Nhật Bản | Tổng cộng | Tổng cộng |
| --------------------- | --------------------- | -------------------------- | ------------ | ------------ | --------------------- | --------------------- | --------- | --------- |
| 2005                  | Nagano Parceiro       | JRL (Hokushinetsu, Div. 1) | 0            | 0            | -                     | -                     | 0         | 0         |
| 2006                  | Nagano Parceiro       | JRL (Hokushinetsu, Div. 1) | 2            | 0            | -                     | -                     | 2         | 0         |
| 2006                  | Matsumoto Yamaga      | JRL (Hokushinetsu, Div. 1) | 11           | 1            | 2                     | 0                     | 13        | 1         |
| 2007                  | Machida Zelvia        | JRL (Kantō, Div. 1)        | 13           | 8            | -                     | -                     | 13        | 8         |
| 2008                  | Machida Zelvia        | JRL (Kantō, Div. 1)        | 14           | 3            | -                     | -                     | 14        | 3         |
| 2009                  | Machida Zelvia        | JFL                        | 34           | 2            | -                     | -                     | 34        | 2         |
| 2010                  | Machida Zelvia        | JFL                        | 3            | 0            | 0                     | 0                     | 3         | 0         |
| 2011                  | Fukushima United FC   | JRL (Tohoku, Div. 1)       | 10           | 4            | 2                     | 0                     | 12        | 4         |
| 2012                  | Fukushima United FC   | JRL (Tohoku, Div. 1)       | 5            | 4            | 1                     | 0                     | 6         | 4         |
| 2013                  | Fukushima United FC   | JFL                        | 19           | 2            | 2                     | 0                     | 21        | 2         |
| 2014                  | Fukushima United FC   | J3 League                  | 30           | 3            | 1                     | 0                     | 31        | 3         |
| 2015                  | Fukushima United FC   | J3 League                  | 35           | 4            | 1                     | 0                     | 36        | 4         |
| 2016                  | Fukushima United FC   | J3 League                  | 19           | 5            | 0                     | 0                     | 19        | 5         |
| 2017                  | Fukushima United FC   | J3 League                  | 15           | 0            | -                     | -                     | 15        | 0         |
| Tổng                  | Tổng                  | Tổng                       | 210          | 36           | 9                     | 0                     | 219       | 36        |